# 相模原市立二本松小学校
相模原市立二本松小学校（さがみはらしりつ にほんまつしょうがっこう）は、神奈川県相模原市緑区二本松2丁目に存在する公立の小学校である。

## 沿革
- 1977年（昭和52年）
  - 4月1日 - 相模原市立二本松小学校開設。
  - 4月5日 - 開校式挙行。相模原市教育委員会より開校宣言書を受領。
  - 4月16日 - 舘盛相模原市長、田所相模原市教育委員会教育長による開校記念樹（けやき、あじさい）。
  - 5月10日 - この日を開校記念日と制定。
  - 9月12日 - 校章制定。
  - 9月17日 - PTA設立総会。
  - 10月24日 - 校旗、校章旗受領。
- 1978年（昭和53年）
  - 1月20日 - 校歌作曲完了、記念碑据付完了。
  - 2月8日 - 校章、校歌、記念碑披露式。
- 1979年（昭和54年）11月 - 増築校舎着工、鉄筋コンクリート2階建。
- 1982年（昭和57年）3月20日 - 創立5周年記念事業として、藤棚が完成（PTA）。
- 1986年（昭和61年）11月8日 - 創立10周年記念式典挙行。
- 1990年（平成2年）12月 - コンピュータ教室工事に伴い新図書室改築工事完了。
- 1996年（平成8年）11月16日 - 創立20周年記念式典挙行、祝賀会開催。
- 2006年（平成18年）11月5日 - 創立30周年記念式典挙行、祝賀会開催。
- 2009年（平成21年）4月1日 - 特別支援級（わかば級）開級。
- 2012年（平成24年）4月1日 - 特別支援級（わかば級）に病弱級開級。
- 2014年（平成26年）12月 - 体育館耐震工事完成。
- 2016年（平成28年）5月10日 - 創立40周年記念の航空写真撮影。
- 2017年（平成29年）9月1日 - 二本松児童クラブ第二開設。
- 2019年（令和元年）11月10日 - タイムカプセル開封。

この節の出典

## 通学区域
- 相模原市緑区[2]
  - 下九沢（2616～2627番・2812～2816番・2820番・2821番・2825～2827番・2831番・2832番・2835～2840番・2846～2848番・2854番・2855番・2861～2864番・2869番・2870番・2874～2887番）
  - 西橋本3丁目（6番～11番）
  - 西橋本4丁目（全域）
  - 二本松1丁目（全域）
  - 二本松2丁目（全域）
  - 二本松3丁目（1番(15号～35号)・3番～19番・20番(10号～19号)・21番～23番・24番(6号～10号)・25番～50番）
  - 橋本台3丁目（2番・3番・6番～18番）
  - 橋本台4丁目（全域）

## 進学先中学校
- 相模原市緑区[3]
  - 相模原市立相原中学校 - 西橋本3丁目・西橋本4丁目から通う児童の進学先
  - 相模原市立内出中学校 - 下九沢・二本松1丁目・二本松2丁目・二本松3丁目・橋本台3丁目・橋本台4丁目から通う児童の進学先

## 周辺
- 神奈川県道510号長竹川尻線
- 社会福祉法人竹沢積慈会
  - 特別養護老人ホームボーナビール二本松
  - 二本松こども園 - 進学前こども園のひとつで、上記「特別養護老人ホームボーナビール二本松」に隣接。
- 原宿公園
- 原宿グラウンド - 上記二本松こども園と相模原市道をはさんで、敷地が隣接。
- 二本松八幡神社

## アクセス
- 神奈川中央交通「橋27」系統で、相模原市道橋本駅西口線上にある
  - 「八幡神社前」停留所より、
    - 原宿五丁目行のりばから、徒歩約275m・約4分。
    - 橋本駅南口行のりばから、徒歩約345m・約5分。

  - 「二本松二丁目」停留所より、
    - 原宿五丁目行のりばから、徒歩約340m・約5分。
    - 橋本駅南口行のりばから、徒歩約335m・約5分。